# بوب راندال
بوب راندال (بالإنجليزية: Bob Randall)‏ هو لاعب كرة قاعدة أمريكي، ولد في 10 يونيو 1948 في نورتون في الولايات المتحدة.

## وصلات خارجية
- بوب راندال على موقعبيزبول رفرنس.كوم (الدوري الرئيسي) (الإنجليزية)
- بوب راندال على موقعبيزبول رفرنس.كوم (الدوري الثانوي) (الإنجليزية)
- بوب راندال على موقع مشجعي الرسوم البيانية (الإنجليزية)